# マルコヴィッチの穴
『マルコヴィッチの穴』（Being John Malkovich）は、1999年に制作された スパイク・ジョーンズ監督、チャーリー・カウフマン脚本によるアメリカ合衆国の映画。

## 概要
スパイク・ジョーンズの初監督作品であるが、「ジョン・マルコヴィッチの頭に通じる穴を見つける」という奇想天外な脚本が受け、脚本を担当したチャーリー・カウフマンは数々の賞を受賞した。
ロケーションにはリンカーン・センターが使われた。

## ストーリー
人形師のクレイグと、ペットショップ店員の妻ロッテは倦怠期の夫婦。クレイグは定職に就こうと、天井が低くて立つことのできない7階と8階の間＝7と1/2階にある "LesterCorp" に事務員として就職する。
ある日、クレイグはオフィスの壁に穴を発見する。それは15分間だけ俳優ジョン・ホレイショ・マルコヴィッチの頭の中に繋がるという不思議な穴だった。これを使い、上司のマキシンと共に商売を始めるが、マルコヴィッチの穴は、彼と妻ロッテの人生を大きく狂わせていくことになる。

## キャスト
| 役名                               | 俳優                     | 日本語吹替   |
| ---------------------------------- | ------------------------ | ------------ |
| クレイグ・シュワルツ               | ジョン・キューザック     | 田中秀幸     |
| ロッテ・シュワルツ                 | キャメロン・ディアス     | 佐々木優子   |
| マキシン                           | キャサリン・キーナー     | 田中敦子     |
| ジョン・ホレイショ・マルコヴィッチ | ジョン・マルコヴィッチ   | 屋良有作     |
| レスター社長                       | オーソン・ビーン         | 稲垣隆史     |
| チャーリー                         | チャーリー・シーン       | 小杉十郎太   |
| フロリス                           | メアリー・ケイ・プレイス | 佐藤しのぶ   |
| 初めての客                         | W・アール・ブラウン      | 岩崎ひろし   |
| ドン                               | レジナルド・C・ヘイズ    | 松本大       |
| マーティン船長                     | バーン・ピヴェン         | 秋元羊介     |
| ラリー（エージェント）             | カルロス・ジャコット     | 鉄野正豊     |
| ジョンソン・ヘイワード             | リチャード・ファンシー   | 秋元羊介     |
| タクシーの運転手                   | ケヴィン・キャロル       | 稲葉実       |
| エレベーターの女性                 | オクタヴィア・スペンサー | 茂呂田かおる |

- その他の日本語吹替：小室正幸、沢谷有梨、清水敏孝、小林希唯、水間真紀、ミルクマン斉藤、松久淳
- 日本語版制作スタッフ：プロデューサー：細谷衣里、演出：高橋剛、翻訳：石原千麻、調整：菊池悟史、日本語版制作：アスミック・エース・エンタテインメント株式会社、ACクリエイト株式会社

### カメオ出演
- 本人役：ブラッド・ピット（セリフなし）
- 本人役：ウィノナ・ライダー
- クリストファー・ビング：デヴィッド・フィンチャー
- 本人役：ショーン・ペン
- 舞台俳優：ゲイリー・シニーズ
- ウィリー・ローマン：ダスティン・ホフマン
- 本人役：ハンソン

## 評価
レビュー・アグリゲーターのRotten Tomatoesでは134件のレビューで支持率は94%、平均点は8.20/10となった。Metacriticでは36件のレビューを基に加重平均値が90/100となった。

## 受賞・ノミネート
- 第56回ヴェネツィア国際映画祭 国際批評家連盟賞
- 第25回ドーヴィル映画祭 グランプリ、批評家賞
- ナショナル・ボード・オブ・レビュー ベスト10
- ロサンゼルス映画批評家協会賞 脚本賞
- 第65回ニューヨーク映画批評家協会賞 助演男優賞、助演女優賞、処女作賞
- ボストン映画批評家協会賞 最優秀脚本賞
- 第72回アカデミー賞 監督賞、助演女優賞、オリジナル脚本賞　（ノミネート）
- 第57回ゴールデングローブ賞 作品賞、助演男優賞、助演女優賞　（ノミネート）